# Route nationale N2 (Vietnam)
Pour les articles homonymes, voir Route nationale 2.
La route nationale N2 (vietnamien : Quốc lộ N2) est une route nationale au Viêt Nam.

## Parcours
La route nationale N2 est l'un des trois axes principaux du Viêt Nam: la route nationale 1 à l'est, la route nationale N1 à l'ouest et la N2 au milieu. 
L'axe relie la route nationale 22 et la route route nationale 30 à travers la région de Dong Thap Muoi.
La route N2, longue d'environ 440 km, fait également partie de la route Hô Chi Minh (également connue sous le nom d'autoroute nord-sud par l'ouest) qui s'étend du district de Chơn Thành (Province de Bình Phước) à Rạch Sỏi (Province de Kiên Giang) et se terminant à Cà Mau.
La route N2 traverse les 8 provinces suivantes : Đồng Tháp, Long An, Bình Phước, Kiên Giang, Binh Duong, Tay Ninh, Long An, An Giang, Cà Mau. 
La section allant de Chơn Thành à Rạch Sỏi (Kiên Giang) est classée comme autoroute.